# Die Whistleblowerin
Die Whistleblowerin ist ein für das Fernsehen produzierter Politthriller von Elmar Fischer aus dem Jahr 2023. Fischer war auch am Drehbuch beteiligt, welches er zusammen mit Holger Joos entwickelte. Die Hauptrollen spielen Katharina Nesytowa, Artjom Gilz und Jennifer Ulrich.

## Handlung
Dem in Schweden arbeitenden Werbefotograf Tom Arndt läuft unerwartet seine russische Ex-Freundin Galina Gromowa über den Weg, doch wie sich herausstellt, war diese Begegnung kein Zufall. Tom soll einen Kontakt zwischen Galina und seiner Schwester Friederike Lang vermitteln, die den Krisenstab im Auswärtigen Amt leitet. Galina arbeitete vormals beim russischen Militärnachrichtendienst GRU und bietet sich als Whistleblowerin an, will dafür im Gegenzug Asyl in Deutschland für sich und ihre kleine Tochter Sonja sowie drei Millionen Euro. Als Kostprobe ihrer Informationen gibt sie Tom einen Link, den dieser an seine Schwester weiterleitet. Bei dessen Überprüfung wird offenbar, dass bisher unentdeckt Hacker die Steuerung des Zentralklinikums Berlin übernommen haben, was bereits ein Todesopfer forderte. Bei weiteren Überprüfungen wird deutlich, dass auch noch andere große Kliniken von der Sabotage betroffen sind und nur ein rettender Code helfen kann, den Galina zu besitzen vorgibt. Den will sie aber erst preisgeben, wenn sie sich mit ihrer Tochter in Sicherheit befindet. Friederike sichert zu, die Forderungen zu erfüllen, und das Trio macht sich auf den Weg nach Deutschland. Doch hat sich zwischenzeitlich auch der russische Geheimdienst an ihre Fersen geheftet, unterstützt von Friederikes Chef Jan Multhaup.

## Produktion und Veröffentlichung
Der Film wurde von Real Film Berlin in Zusammenarbeit mit den ZDF Studios und Arte produziert und am 3. November 2023 in der Arte-Mediathek eingestellt.

## Kritiken
Martina Kalweit von tittelbach.tv sieht in dem Film ein „interessantes Konstrukt“ aus Thriller, Liebesdrama und Roadmovie und vergibt vier von sechs Sternen.